# Christ Church (Düsseldorf)

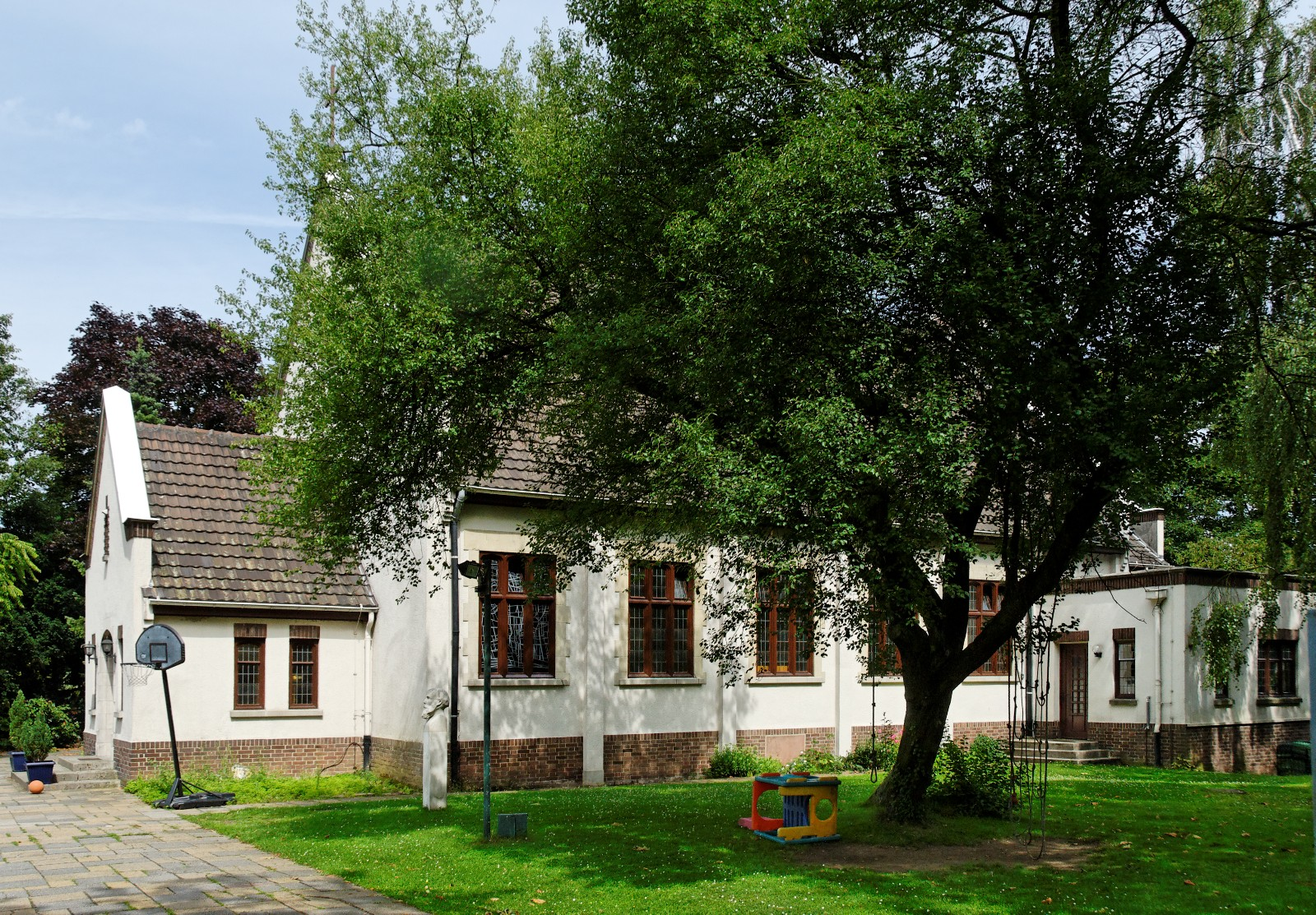
Christ Church in Düsseldorf-Stockum

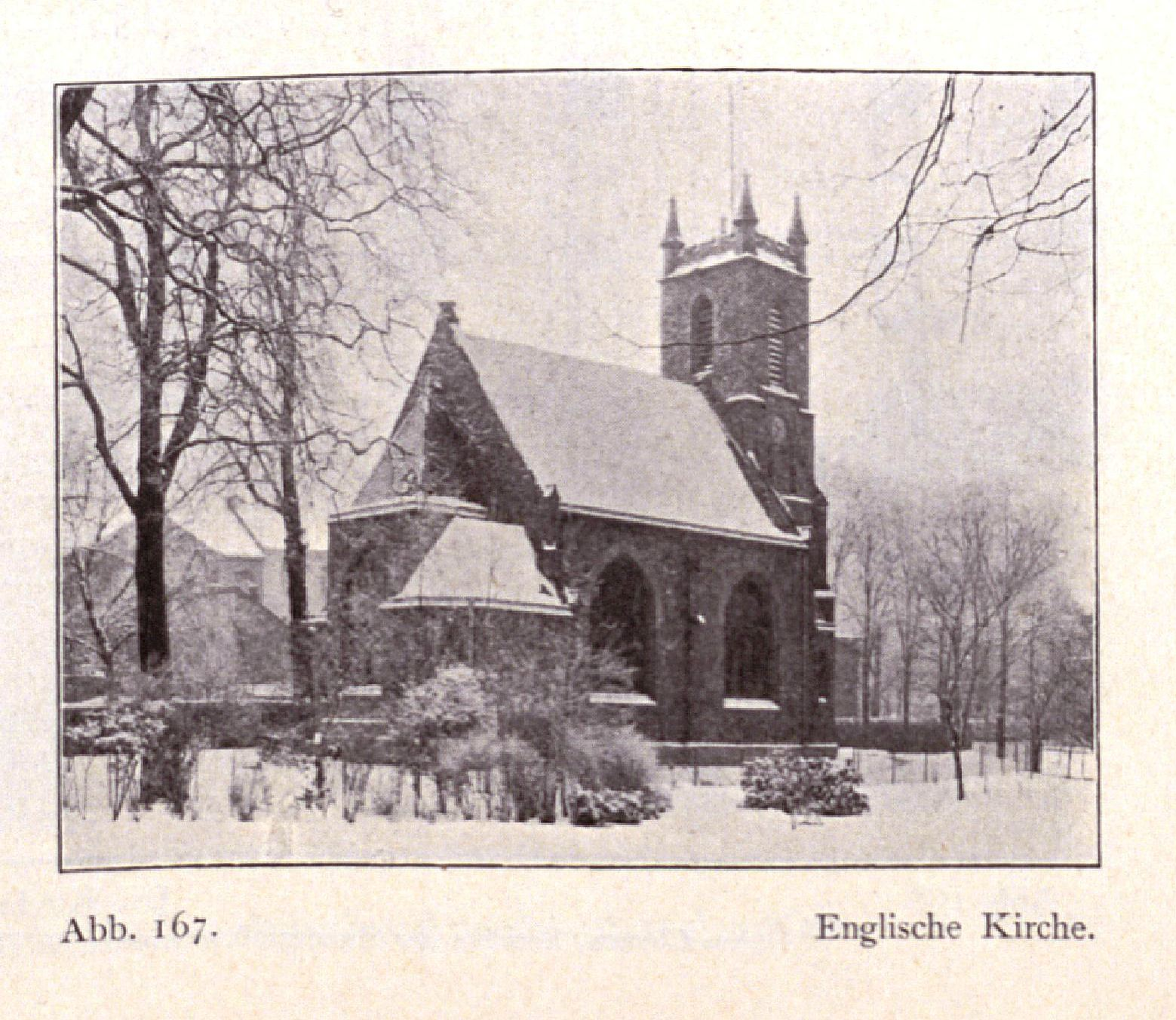
Christ Church, Außenansicht, Prinz-Georg-Straße, Düsseldorf-Pempelfort (1904)

Die Christ Church ist ein anglikanisches Kirchengebäude an der Rotterdamer Straße 135 in Düsseldorf in unmittelbarer Nähe zum Messegelände. Die Kirche steht dort seit 1951. 1985 wurde vor dem Sakralbau eine Stele zur Erinnerung an den Stifter William Thomas Mulvany errichtet.
Der Vorgängerbau befand sich im Garten des englischen Generalkonsulats an der Prinz-Georg-Straße in Düsseldorf-Pempelfort. Er wurde von der Familie Mulvanys gestiftet. Im Jahre 1899 erfolgte die Einweihung. Im Zweiten Weltkrieg wurde das Gebäude zerstört. Die kriegszerstörte Kirche wurde von dem Düsseldorfer Architekten- und Ingenieur-Verein in Düsseldorf und seine Bauten gewürdigt. Sie war von 1897 bis 1899 nach Plänen des Architekten August Zögen im Stil der Neogotik nach „englischen Vorbildern“ erbaut worden:

„[…] Von den Predigstätten der vielen kleinen evangelischen Gemeinschaften […] seien noch die im Garten des englischen Generalkonsulats an der Prinz-Georg-Straße 1897/99 erbaute Englische Kirche (E 3) erwähnt. Das aus Bruchsteinen mit Werksteingesimsen hergestellte, von August Zögen in Düsseldorf entworfene und ausgeführte, frühgotische Kichlein wirkt in seiner grünen Umgebung sehr malerisch (Abb. 167). Es hat 240 Sitzplätze und vor der Orgel einer Sängerbühne mit 25 Plätzen (Abb. 165 und 166). Der nach englischen Vorbildern mit Zinnen und Helm bekrönte Turm enthält im dritten Obergeschoss ein aus 14 Glocken bestehendes Glockenspiel, das jede Stunde oder, je nachdem die Einstellung erfolgt, alle zwei oder mehr Stunden einen Choral spielt. Die Baukosten betrugen einschliesslich der inneren Ausstattung 65.000 Mark, Orgel und Glockenspiel kosteten weiter 10.000 und 6.500 Mark.“

Auf dem „Millionenhügel“ des Düsseldorfer Nordfriedhofs erinnert ein Gedenkstein an Albert August Isaacs (geboren am 24. Januar 1826 in Jamaika; gestorben am 15. November 1903 in Düsseldorf). 1902 wurde er in der Düsseldorfer Christ Church englischer Kaplan und diente dort der Gemeinde bis zu seinem Tod nach 18 Monaten.

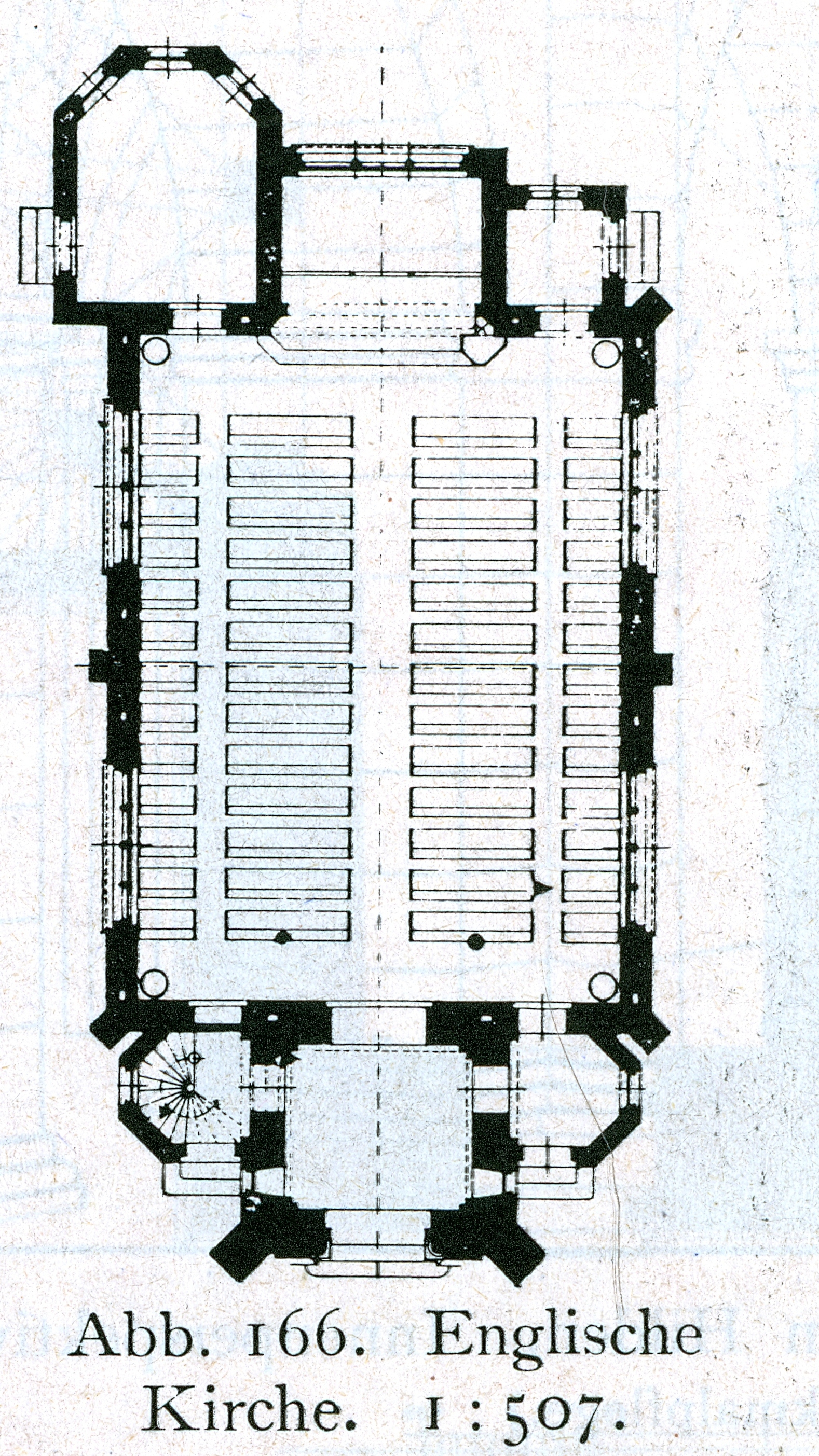
Grundriss der Christ Church Düsseldorf
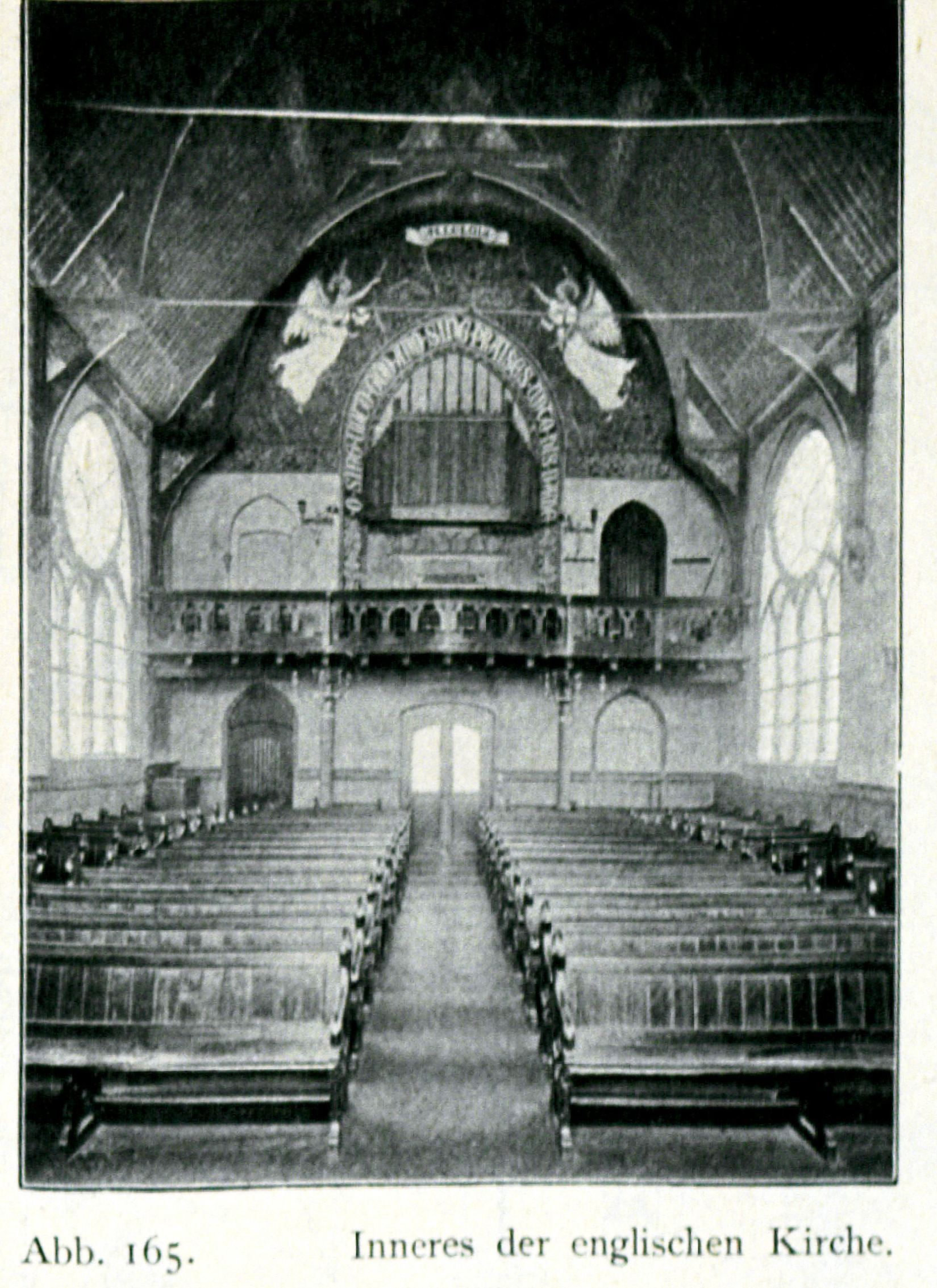
Innenraum
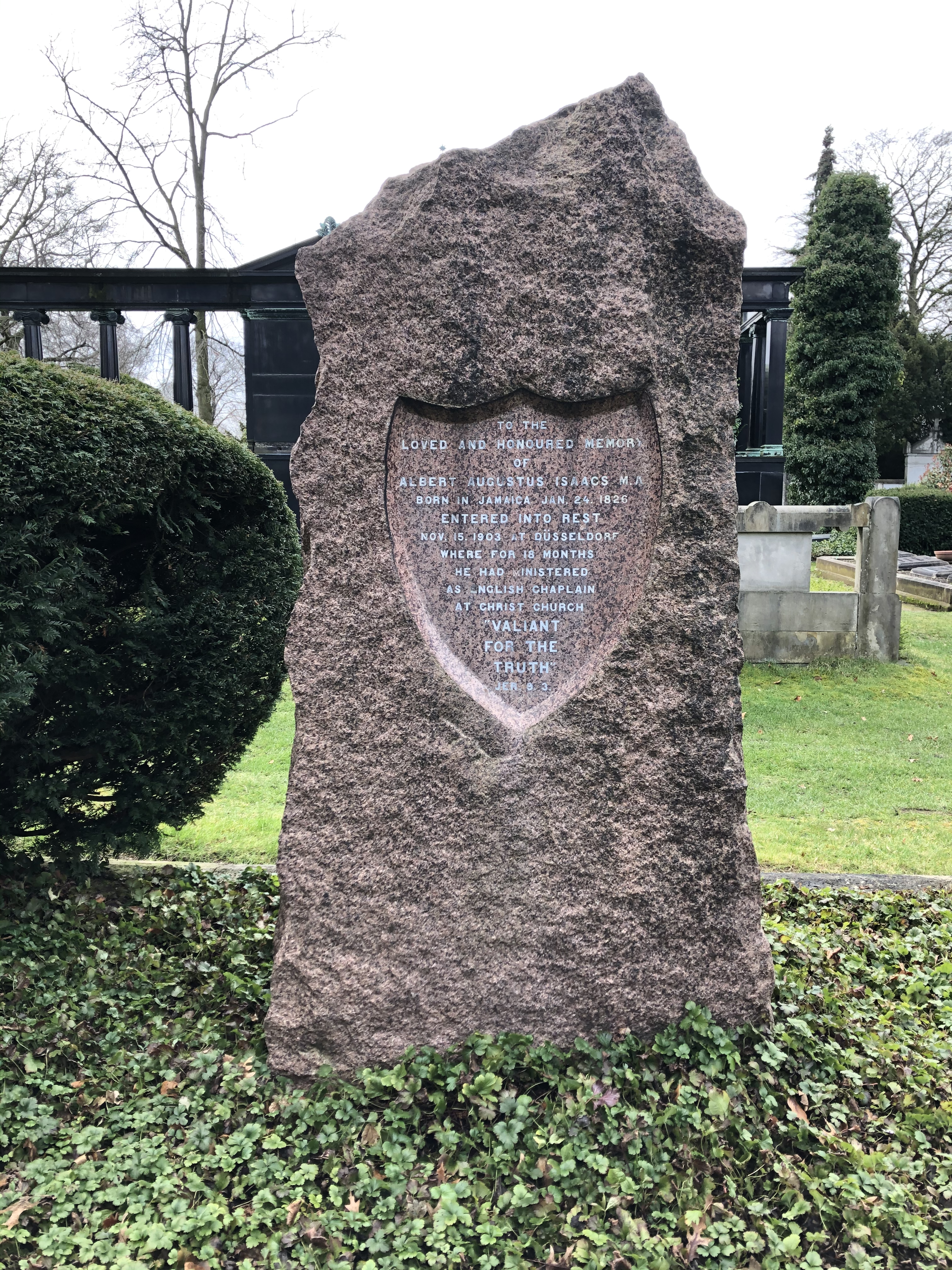
Gedenkstein Albert August Isaacs auf dem Nordfriedhof Düsseldorf